# Synagoge (Lambsheim)
Die Synagoge in Lambsheim, einer Gemeinde im Osten von Rheinland-Pfalz, wurde vor 1705 errichtet, 1938 geschändet und bis 1957 abgerissen. Die Synagoge stand in der Hauptstraße 43.

## Geschichte
Lambsheim gehörte zu den ältesten und größten jüdischen Gemeinden in der linksrheinischen Kurpfalz. Urkunden belegen ihre Existenz schon für das 14. Jahrhundert. Mitte des 18. Jahrhunderts zählte der Ort 34 Juden, während
ihre Ansiedlung im ebenfalls kurpfälzischen Frankenthal begrenzt war. In der bayerischen Zeit seit 1816 stieg ihre Zahl rasch an. Zeitweise war die jüdische Gemeinde größer als die in Frankenthal. 1848 wurde mit 36 Familien und 184 Angehörigen der Höhepunkt erreicht. Bis 1880 hatten jedoch beinahe 100 Personen Lambsheim verlassen. Anziehungspunkte waren die Stadt Frankenthal und Ludwigshafen am Rhein, das 1859 die Stadtrechte erhielt. Zur jüdischen Gemeinde gehörten auch Eppstein, Flomersheim, Maxdorf und seit 1900 Weisenheim am Sand.
Bereits 1705 sind Schule und Synagoge, „nächst dem Rathaus gelegen“, urkundlich nachweisbar. Zuerst angemietet, wurde das Haus 1829 von der Glaubensgemeinschaft erworben. Im Erdgeschoss war die jüdische Schule, auch eine Lehrerwohnung gab es dort, im Keller befanden sich Badestube und Küche. Der Raum für die Gottesdienste lag im Obergeschoss, für Männer und Frauen war er zweigeteilt. Der jüdische Friedhof wurde 1822 angelegt, 1856 erweitert und bis 1937 belegt, 147 Grabsteine sind erhalten (2014).
Am Morgen des 10. November 1938 wurde die Synagoge durch  Nationalsozialisten aufgebrochen. Mitglieder der SA und Hitlerjugend demolierten die Einrichtung. Jüdische Kultgegenstände wurden zerstört und auf die Straße geworfen. Der Leichenwagen der Gemeinde wurde verbrannt. Nachbarn griffen ein, als man im Betsaal Feuer legte. Sie befürchteten ein Übergreifen auf ihre Häuser. Der Brandschaden im Gotteshaus blieb damit gering. Die so genannte „Reichskristallnacht“ war eine sorgfältige geplante Aktion, bis hin zu ihrer Darstellung als spontane Ausschreitung. Die Frankenthaler Zeitungen berichteten am 11. November allerdings nur vom Beginn des Karnevals.
1939 kam es zum Zwangsverkauf, 1948 folgte die Rückübertragung an die jüdische Gemeinde der Rheinpfalz. Nach 14 Tagen wurde das Gebäude an privat verkauft, der Abriss und Neubau eines Wohn- und Geschäftshauses im Jahr 1957 folgten.
Von den jüdischen Menschen, die in Lambsheim lebten oder dort geboren sind, starben zwölf in südfranzösischen Lagern, acht im KZ Auschwitz und sechs weitere in Bergen-Belsen, Riga, Theresienstadt und Treblinka. 

## Gedenken

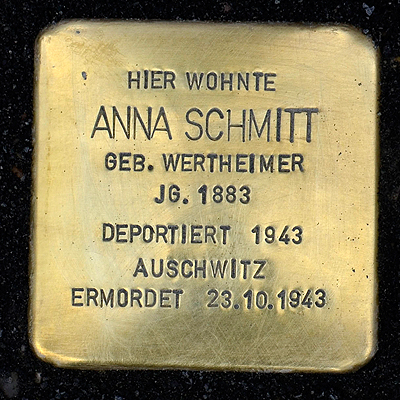
Stolperstein für Anna Schmitt, Frankfurt-Nordend

Zur Erinnerung an die ehemalige Synagoge wurde 1993 eine Informationstafel angebracht. Am 14. Mai 2014 wurden in Lambsheim 5 Stolpersteine für die Familie Lang und Erwin Salmon verlegt. Anna Schmitt geb. Wertheimer (geb. 3. August 1893 in Lambsheim) und ihr Ehemann Emil Schmitt haben ebenfalls seit 2014 Stolpersteine im Frankfurter Stadtteil Nordend, Mauerweg 10.